# Campeonato mundial A de hockey patines masculino de 1986
El XXVII Campeonato mundial de hockey sobre patines masculino se celebró en Sertãozinho, Brasil, entre el 13 de septiembre y el 21 de septiembre de 1986. 
En el torneo participaron las selecciones de hockey de 10 países, incluidos en un único grupo.
El vencedor del torneo, disputado por el método de liguilla fue la selección de Italia. La segunda plaza fue para la selección de España y la medalla de Bronce para la selección de Portugal.

## Equipos participantes
10 selecciones nacionales participaron del torneo, de los cuales 5 equipos eran de Europa, 4 eran de América y 1 de África.
|                |
| Angola         |
| Argentina      |
| Brasil         |
| Chile          |
| España         |
| Francia        |
| Inglaterra     |
| Italia         |
| Portugal       |
| Estados Unidos |

## Torneo
| Equipo         | Pts | PJ | PG | PE | PP | GF | GC | DG  |
| -------------- | --- | -- | -- | -- | -- | -- | -- | --- |
| Italia         | 18  | 9  | 9  | 0  | 0  | 63 | 18 | +45 |
| España         | 16  | 9  | 8  | 0  | 1  | 56 | 19 | +37 |
| Portugal       | 13  | 9  | 6  | 1  | 2  | 59 | 29 | +30 |
| Argentina      | 11  | 9  | 5  | 1  | 3  | 44 | 22 | +22 |
| Estados Unidos | 10  | 9  | 4  | 2  | 3  | 20 | 21 | -1  |
| Brasil         | 10  | 9  | 4  | 2  | 3  | 35 | 37 | -2  |
| Angola         | 6   | 9  | 3  | 0  | 6  | 15 | 30 | -15 |
| Inglaterra     | 4   | 9  | 2  | 0  | 7  | 17 | 53 | -36 |
| Chile          | 2   | 9  | 1  | 0  | 7  | 24 | 53 | -29 |
| Francia        | 0   | 9  | 0  | 0  | 9  | 17 | 68 | -51 |

- Resultados

| Fecha    | Partido        | Partido | Partido        | Resultado |
| -------- | -------------- | ------- | -------------- | --------- |
| 13.09.86 | España         | -       | Argentina      | 6-4       |
| 13.09.86 | Inglaterra     | -       | Chile          | 2-1       |
| 13.09.86 | Italia         | -       | Francia        | 9-0       |
| 13.09.86 | Portugal       | -       | Estados Unidos | 6-1       |
| 13.09.86 | Brasil         | -       | Angola         | 1-0       |
| 14.09.86 | Francia        | -       | Inglaterra     | 1-3       |
| 14.09.86 | Angola         | -       | Portugal       | 2-7       |
| 14.09.86 | Estados Unidos | -       | España         | 0-3       |
| 14.09.86 | Argentina      | -       | Italia         | 2-5       |
| 14.09.86 | Chile          | -       | Brasil         | 2-6       |
| 15.09.86 | Estados Unidos | -       | Angola         | 3-1       |
| 15.09.86 | Inglaterra     | -       | Argentina      | 0-7       |
| 15.09.86 | Portugal       | -       | Chile          | 13-0      |
| 15.09.86 | Italia         | -       | España         | 2-1       |
| 15.09.86 | Brasil         | -       | Francia        | 4-1       |
| 16.09.86 | Chile          | -       | Angola         | 1-3       |
| 16.09.86 | Inglaterra     | -       | España         | 4-9       |
| 16.09.86 | Francia        | -       | Portugal       | 5-8       |
| 16.09.86 | Italia         | -       | Estados Unidos | 2-0       |
| 16.09.86 | Brasil         | -       | Argentina      | 1-5       |
| 17.09.86 | Estados Unidos | -       | Chile          | 2-1       |
| 17.09.86 | Angola         | -       | Francia        | 5-2       |
| 17.09.86 | Inglaterra     | -       | Italia         | 1-12      |
| 17.09.86 | Portugal       | -       | Argentina      | 5-1       |
| 17.09.86 | Brasil         | -       | España         | 2-9       |
| 18.09.86 | Inglaterra     | -       | Estados Unidos | 1-2       |
| 18.09.86 | Francia        | -       | Chile          | 3-9       |
| 18.09.86 | Argentina      | -       | Angola         | 5-0       |
| 18.09.86 | España         | -       | Portugal       | 5-3       |
| 18.09.86 | Brasil         | -       | Italia         | 5-10      |
| 19.09.86 | Estados Unidos | -       | Francia        | 7-2       |
| 19.09.86 | España         | -       | Angola         | 4-0       |
| 19.09.86 | Portugal       | -       | Italia         | 3-8       |
| 19.09.86 | Argentina      | -       | Chile          | 8-2       |
| 19.09.86 | Brasil         | -       | Inglaterra     | 8-2       |
| 20.09.86 | Italia         | -       | Angola         | 5-0       |
| 20.09.86 | Argentina      | -       | Francia        | 10-1      |
| 20.09.86 | Portugal       | -       | Inglaterra     | 9-2       |
| 20.09.86 | España         | -       | Chile          | 6-2       |
| 20.09.86 | Brasil         | -       | Estados Unidos | 3-3       |
| 21.09.86 | Angola         | -       | Inglaterra     | 4-2       |
| 21.09.86 | España         | -       | Francia        | 13-2      |
| 21.09.86 | Argentina      | -       | Estados Unidos | 2-2       |
| 21.09.86 | Italia         | -       | Chile          | 10-6      |
| 21.09.86 | Portugal       | -       | Brasil         | 5-5       |

## Clasificación final
| 1. Italia         |
| 2. España         |
| 3. Portugal       |
| 4. Argentina      |
| 5. Estados Unidos |
| 6. Brasil         |
| 7. Angola         |
| 8. Inglaterra     |
| 9. Chile          |
| 10. Francia       |

## Premios individuales

### Máximos goleadores
| Jugador  | Selección | Goles |
| -------- | --------- | ----- |
| Marzella | Italia    | 18    |
| Ayats    | España    | 17    |
| Hugo     | Portugal  | 17    |